# Осимон
Осимон (фр. Haussimont) насеље је и општина у североисточној Француској у региону Шампањ-Арден, у департману Марна која припада префектури Еперне.
По подацима из 2011. године у општини је живело 152 становника, а густина насељености је износила 8,62 становника/km². Општина се простире на површини од 17,63 km². Налази се на средњој надморској висини од 162 метара.

## Демографија
| 1962. | 1968. | 1975. | 1982. | 1990. | 1999. | 2011. |
| ----- | ----- | ----- | ----- | ----- | ----- | ----- |
| 102   | 139   | 141   | 157   | 170   | 174   | 152   |

График промене броја становника у току последњих година